# 凯杜明
凯杜明，是以色列的定居点城市，位于约旦河西岸撒马利亚山。该城于1975年光明节期间，由犹太教狂热分子建立。由于该城是一座定居点城市，国际社会认为其是非法的，但是以色列对此表示异议。

## 历史
1974年末，一个隶属于虔诚救徒集团的组织加林埃隆莫雷赫集团企图在塞巴斯蒂亚火车站废墟上建立犹太人定居点，但是遭到了以色列议会以17票对2票否决。后几经多次努力，最终以色列当局同意25户家庭移居到纳布卢斯以色列军营附近的卡昂。后来，这个小型的定居点陆陆续续迎来了更多的犹太家庭定居，发展成为城镇。
1977年，贝京政府上台后，对凯杜明定居点的建设表示支持。5月19日，他到访此地时宣称，凯杜明是“自由的以色列”领土的一部分。7月，贝京政府给予了凯杜明以及马阿勒阿杜明、奥法拉三个定居点充分的合法地位。
由于该城建在约旦河西岸争议地区，时常遭到巴勒斯坦安全部队和哈马斯武装分子的袭击。2006年5月30日，一名伪装成正统犹太人的自杀炸弹客驾驶汽车在村庄入口加油站附近引爆了炸弹，导致4名以色列人死亡。2007年11月19日，1名犹太人驾驶车辆在凯杜明附近被巴勒斯坦武装分子射杀。

## 合法性问题
国际社会认为，以色列建立犹太人定居点的行为违反了日内瓦第四公约。然而，以色列认为，在这些领土上还没有建立合法国家之前，由以色列控制并不违反日内瓦第四公约，这一观点被国际法庭和国际红十字会拒绝。

## 教育
凯杜明城内现已建有成熟的教育系统，包括日间看护中心、幼儿园、普通小学、叶史瓦、高中以及一所音乐学院和一座公共图书馆。

## 经济
作为定居点城镇，凯杜明城内经济发展相对较弱，大部分的居民都在城外工作。但是也有部分人在当地教育系统服务，也有部分居民在城内温室大棚和果园等农业企业工作。目前，在在凯杜明郊区建成了一个1.2平方千米的工业园区，入驻有凯杜明3000建筑公司。